# Heerlijkheid Tarasp

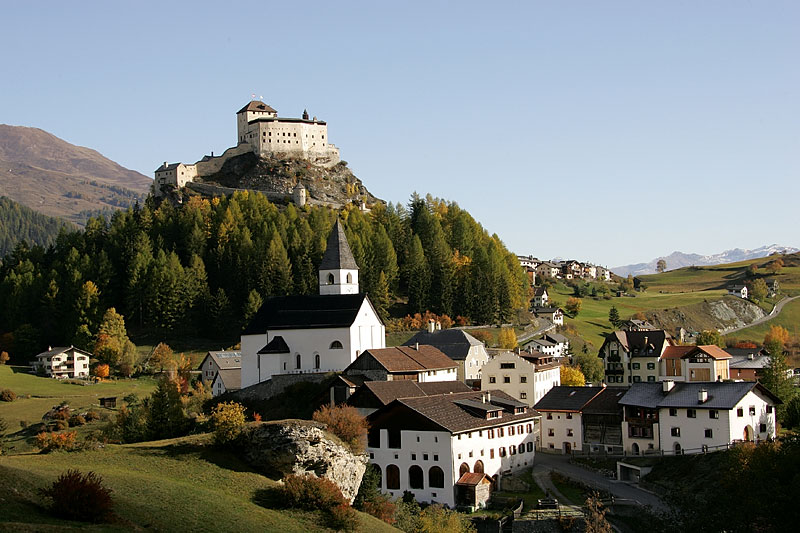
Slot Tarasp boven het plaatsje Tarasp

Tarasp was een tot de Oostenrijkse Kreits behorende heerlijkheid binnen het Heilige Roomse Rijk. De heerlijkheid had een oppervlakte van 82,5 km².
In de tweede helft van de elfde eeuw bouwde een adellijke familie, die zich later von Tarasp noemde een burcht in Tarasp. Deze burcht ging het middelpunt van hun heerlijkheid vormen. Omstreeks 1200 stierf de familie uit en kwam de heerlijkheid aan de heren van Reichenberg. In 1239 kwam de heerlijkheid in het bezit van de graven van Tirol. De graven van Tirol beleenden in de tweede helft van de dertiende eeuw de heren van Matsch met Tarasp. In 1464 verkocht Ulrich von Matsch alle rechten op de burcht en de heerlijkheid aan hertog Sigismund van Oostenrijk. (De hertogen van Oostenrijk waren sinds 1363 ook graaf van Tirol).
In 1687 verwierven de hertogen van Dietrichstein de heerlijkheid als leen van het Heilige Roomse Rijk. De heerlijkheid werd dus rijksvrij en de hertogen van Dietrichstein kregen vanwege Tarasp een zetel en een stem in de Rijksdag. In de Reichsdeputationshauptschluss van 25 februari 1803 werd de status van Tarasp gewijzigd. In paragraaf 29 werd Tarasp aan Zwitserland toegekend en in paragraaf 11 werd de vorst van Dietrichstein schadeloos gesteld door de overdracht van de heerlijkheid Neuravensburg. Tarasp werd vervolgens bij Graubünden ingedeeld.